# Forn de Ca l'Angelet

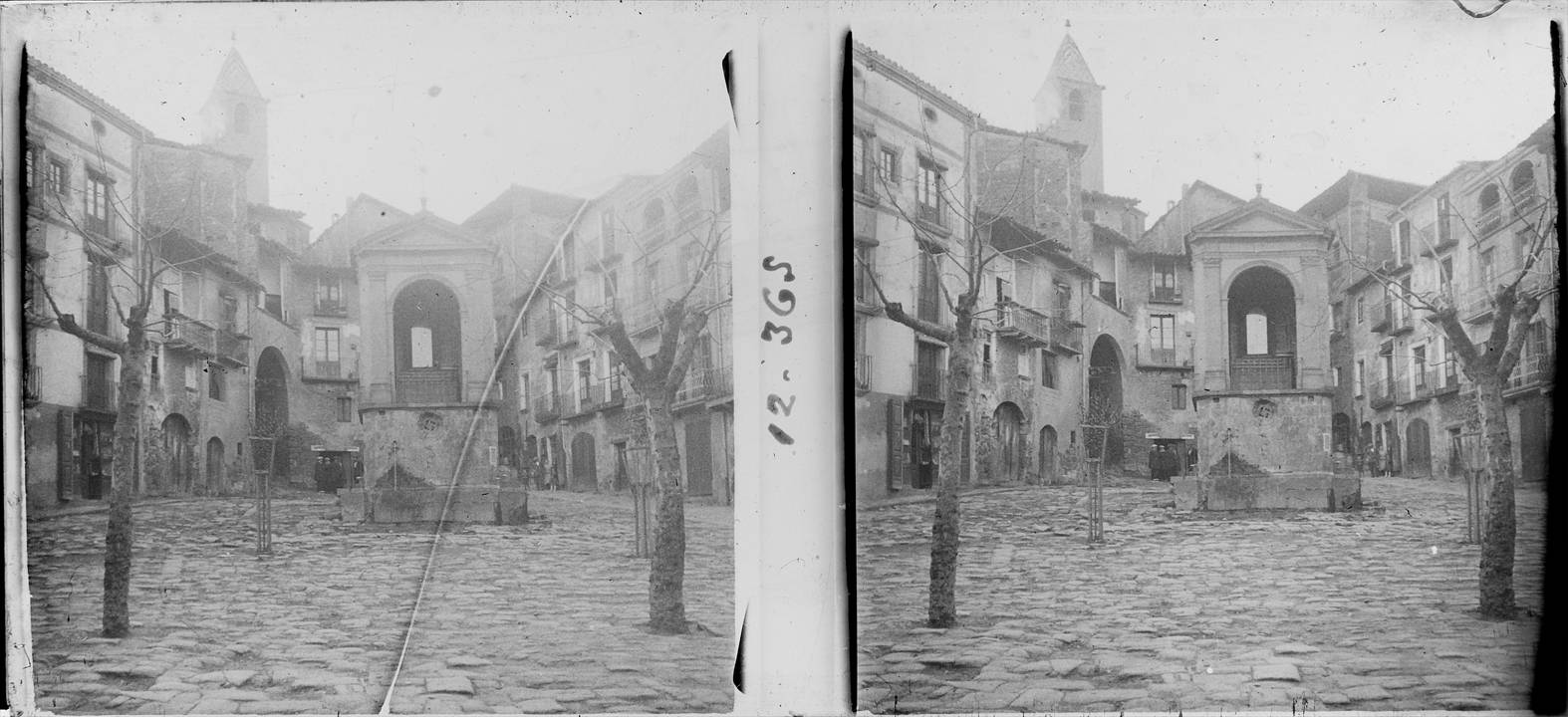
Fotografia de la Plaça de Sant Joan de Solsona, feta des de davant de Ca l'Angelet.

El Forn de Ca l'Angelet va ser un forn de pa de la ciutat de Solsona que va estar en funcionament des de 1920 fins a finals dels anys setanta. El forn estava situat a l'emblemàtica Plaça de Sant Joan, número 17. El nom de l'establiment prové del seu propietari: Àngel Morist i Cardona, un solsoní que juntament amb la seva esposa Rosario Viladrich i Capella -filla de Cal Manel- van decidir emprendre el negoci. El forn va funcionar sempre amb llenya i les especialitats de l'establiment eren el pa, les coques de pa i d'ou i les magdalenes. Durant la Guerra Civil Espanyola, va ser un dels pocs forns que va estar en funcionament i va abastir Solsona i bona part dels municipis que l'envolten: Olius, Navès, Pinell, Llobera o Lladurs. Durant la postguerra, la seva filla gran, M. Claustre Morist i Viladrich va continuar el negoci juntament amb el seu marit, Antoni Ramonet i Cots.
Posteriorment, el 1991 s'hi tornaria a obrir un forn amb el nom de Forn de Sant Joan.